# Hemihyalea cornea
Hemihyalea cornea är en fjärilsart som beskrevs av Herrich-Schäffer 1853. Hemihyalea cornea ingår i släktet Hemihyalea och familjen björnspinnare. Inga underarter finns listade i Catalogue of Life.